# I Need You Now
I Need You Now è un singolo della cantante svedese Agnes, pubblicato nel 2009 ed estratto dall'album Dance Love Pop.

## Tracce
- Download digitale (UK)

1. I Need You Now [UK Radio Edit)  — 3:07
2. I Need You Now [Extended Mix]  — 4:35
3. I Need You Now [Cahill Radio Edit]  — 3:13
4. I Need You Now [Cahill Club Mix]  — 6.20
5. I Need You Now [Grant Nelson Mix]  — 7:30
6. I Need You Now [Ali Payami Mix]  — 5:54
7. I Need You Now [UK Edit]  — 3:00

- CD singolo (UK)

1. I Need You Now [UK Radio Edit]  — 3:07
2. I Need You Now [Cahill Radio Edit]  — 3:13

- CD singolo (Italia)

1. I Need You Now [UK Radio Edit]  — 3:07
2. I Need You Now [Extended Mix]  — 4:35
3. I Need You Now [Grant Nelson Mix] — 8:00
4. I Need You Now [Cahill Club Mix]  — 6.20
5. I Need You Now [Ali Payami Mix]  — 5:54
6. I Need You Now [Jens Kindervater Mix] — 5:19
7. On and On [Radio Edit] — 3:51
8. On and On [Extended Version] — 5:47
9. On and On [Alex Colle Radio Edit Remix] —
10. On and On [Alex Colle Remix] —